# Separace proměnných
Separace proměnných (Fourierova metoda) je postup při řešení obyčejných a parciálních diferenciálních rovnic v matematice založený na převedení nezávislé proměnné na jednu stranu a závislé proměnné na druhou stranu rovnice a následné integraci obou stran rovnice.
Separaci proměnných nelze provést u všech diferenciálních rovnic. Rovnice, u kterých separaci proměnných provést lze, bývají označovány jako separabilní (separovatelné).

## Obyčejná diferenciální rovnice
Předpokládejme, že diferenciální rovnici lze zapsat ve tvaru
{\displaystyle {\frac {\mathrm {d} }{\mathrm {d} x}}f(x)=g(x)h(f(x))}
pro {\displaystyle y=f(x)} můžeme psát:
{\displaystyle {\frac {\mathrm {d} y}{\mathrm {d} x}}=g(x)h(y).}
Pokud h(y) ≠ 0, můžeme rovnici upravit:
{\displaystyle {\mathrm {d} y \over h(y)}={g(x)\mathrm {d} x},}
takže na každé straně rovnice je jenom jedna z proměnných x a y. S dx (a dy) můžeme pracovat jako s jinými prvky ve výrazu, aniž by nás zajímala formální definice dx jako diferenciálu.

### Alternativní zápis
Místo Leibnizovy notace můžeme použít zápis
{\displaystyle {\frac {1}{h(y)}}{\frac {\mathrm {d} y}{\mathrm {d} x}}=g(x),}
ze kterého ale není zcela zjevné, proč se tato metoda nazývá „separace proměnných“. Integrováním obou stran rovnice podle {\displaystyle x} dostáváme:
{\displaystyle \int {\frac {1}{h(y)}}{\frac {\mathrm {d} y}{\mathrm {d} x}}\,\mathrm {d} x=\int g(x)\,\mathrm {d} x,\qquad \qquad (1)}
nebo ekvivalentně,
{\displaystyle \int {\frac {1}{h(y)}}\,\mathrm {d} y=\int g(x)\,\mathrm {d} x}
díky substitučnímu pravidlu pro integrály.
Pro vyřešení rovnice stačí spočítat oba integrály. Tento postup nám umožňuje efektivně považovat derivace {\displaystyle {\frac {\mathrm {d} y}{\mathrm {d} x}}} za zlomky, které mohou být rozděleny. To umožňuje postupovat při řešení separabilních diferenciálních rovnic podobně jako při úpravě aritmetických výrazů:
Poznámka: Při integraci rovnice (1) není třeba používat dvě integrační konstanty jako v
{\displaystyle \int {\frac {1}{h(y)}}\,\mathrm {d} y+C_{1}=\int g(x)\,\mathrm {d} x+C_{2},}
stačí zavést jedinou konstantu, která je jejich rozdílem: {\displaystyle C=C_{2}-C_{1}}.

### Příklad (I)
Obyčejnou diferenciální rovnici
{\displaystyle {\frac {\mathrm {d} }{\mathrm {d} x}}f(x)=f(x)(1-f(x))}
můžeme zapsat jako
{\displaystyle {\frac {\mathrm {d} y}{\mathrm {d} x}}=y(1-y).}
Pokud položíme {\displaystyle g(x)=1} a {\displaystyle h(y)=y(1-y)}, můžeme tuto rovnici zapsat ve tvaru rovnice (1) výše. Tato diferenciální rovnice je tedy separabilní.
Jak je ukázáno výše, můžeme považovat {\displaystyle \mathrm {d} y} a {\displaystyle \mathrm {d} x} za zvláštní hodnoty, takže obě strany rovnice můžeme znásobit {\displaystyle \mathrm {d} x}. Vydělením obou stran výrazem {\displaystyle y(1-y)} dostáváme
{\displaystyle {\frac {\mathrm {d} y}{y(1-y)}}=\mathrm {d} x.}
Tím jsou proměnné x a y separované, protože x je na pravé straně rovnice a y pouze na levé.
Integrováním obou stran dostaneme
{\displaystyle \int {\frac {\mathrm {d} y}{y(1-y)}}=\int \mathrm {d} x,}
což pomocí rozkladu na parciální zlomky převedeme na
{\displaystyle \int {\frac {1}{y}}\,\mathrm {d} y+\int {\frac {1}{1-y}}\,\mathrm {d} y=\int 1\,\mathrm {d} x,}
a pak
{\displaystyle \ln |y|-\ln |1-y|=x+C}
kde C je integrační konstanta. Trocha algebry dává řešení pro y:
{\displaystyle y={\frac {1}{1+Be^{-x}}}.}
Naše řešení můžeme zkontrolovat zderivováním nalezené funkce podle proměnné x, kde B je libovolná konstanta. Výsledek se musí shodovat s původním problémem. (Při řešení rovnice uvedené výše musíme být opatrní při práci s absolutními hodnotami. Ukazuje se, že různá znaménka absolutní hodnoty přispívají postupně ke kladným a záporným hodnotám B. Případ B = 0 pochází z y = 1, jak je diskutováno níže.)
Nezapomeňte, že protože jsme dělili {\displaystyle y} a {\displaystyle (1-y)}, musíme zkontrolovat, zda řešení {\displaystyle y(x)=0} a {\displaystyle y(x)=1} není také řešením (singulárním) diferenciální rovnice (v tomto případě obě tyto funkce řešením jsou).

### Příklad (II)
Populační růst je často znázorněn diferenciální rovnicí
{\displaystyle {\frac {\mathrm {d} P}{\mathrm {d} t}}=kP\left(1-{\frac {P}{K}}\right),}
kde {\displaystyle P} je populace jako funkce času {\displaystyle t}, {\displaystyle k} je rychlost růstu a {\displaystyle K} je nosná kapacita prostředí.
Pro řešení této diferenciální rovnice lze použít separaci proměnných.
{\displaystyle {\frac {\mathrm {d} P}{\mathrm {d} t}}=kP\left(1-{\frac {P}{K}}\right)}
{\displaystyle \int {\frac {\mathrm {d} P}{P\left(1-{\frac {P}{K}}\right)}}=\int k\,\mathrm {d} t}
Pro výpočet integrálu na levé straně zlomek zjednodušíme
{\displaystyle {\frac {1}{P\left(1-{\frac {P}{K}}\right)}}={\frac {K}{P\left(K-P\right)}}}
a pak jej rozložíme na částečné zlomky
{\displaystyle {\frac {K}{P\left(K-P\right)}}={\frac {1}{P}}+{\frac {1}{K-P}}}
Čímž dostaneme
{\displaystyle \int \left({\frac {1}{P}}+{\frac {1}{K-P}}\right)\,\mathrm {d} P=\int k\,\mathrm {d} t}
{\displaystyle \ln {\begin{vmatrix}P\end{vmatrix}}-\ln {\begin{vmatrix}K-P\end{vmatrix}}=kt+C}
{\displaystyle \ln {\begin{vmatrix}K-P\end{vmatrix}}-\ln {\begin{vmatrix}P\end{vmatrix}}=-kt-C}
{\displaystyle \ln {\begin{vmatrix}{\cfrac {K-P}{P}}\end{vmatrix}}=-kt-C}
{\displaystyle {\begin{vmatrix}{\cfrac {K-P}{P}}\end{vmatrix}}=e^{-kt-C}}
{\displaystyle {\begin{vmatrix}{\cfrac {K-P}{P}}\end{vmatrix}}=e^{-C}e^{-kt}}
{\displaystyle {\frac {K-P}{P}}=\pm e^{-C}e^{-kt}}
Nechť {\displaystyle A=\pm e^{-C}}.
{\displaystyle {\frac {K-P}{P}}=Ae^{-kt}}
{\displaystyle {\frac {K}{P}}-1=Ae^{-kt}}
{\displaystyle {\frac {K}{P}}=1+Ae^{-kt}}
{\displaystyle {\frac {P}{K}}={\frac {1}{1+Ae^{-kt}}}}
{\displaystyle P={\frac {K}{1+Ae^{-kt}}}}
Proto řešení logistické rovnice je
{\displaystyle P\left(t\right)={\frac {K}{1+Ae^{-kt}}}}
Pro nalezení {\displaystyle A}, položíme {\displaystyle t=0} a {\displaystyle P\left(0\right)=P_{0}}. Pak máme
{\displaystyle P_{0}={\frac {K}{1+Ae^{0}}}}
Vzhledem k tomu, že {\displaystyle e^{0}=1}, dostaneme řešení pro A
{\displaystyle A={\frac {K-P_{0}}{P_{0}}}}

## Parciální diferenciální rovnice
Metoda separace proměnných se používá také pro řešení množství lineárních parciálních diferenciálních rovnic s okrajovou a počáteční podmínkou, jako například rovnice vedení tepla, vlnová rovnice, Laplaceova rovnice a Helmholtzova rovnice.

### Homogenní případ
Uvažujme jednorozměrnou rovnici vedení tepla:
| {\displaystyle {\frac {\partial u}{\partial t}}-\alpha {\frac {\partial ^{2}u}{\partial x^{2}}}=0} | \| \| \| \| \| \| \| \| | (1) |
| |                         |     |
| |                         |     |

Hraniční podmínka je homogenní, to jest
| {\displaystyle u{\big \|}_{x=0}=u{\big \|}_{x=L}=0} | \| \| \| \| \| \| \| \| | (2) |
|                                                     |                         |     |
|                                                     |                         |     |

Pokusíme se hledat řešení které není identicky rovné nule, a které splňuje okrajovou podmínku ale s následující vlastností: u je součin, ve kterém je závislost u na x a t oddělena, to jest:
| {\displaystyle u(x,t)=X(x)T(t).} | \| \| \| \| \| \| \| \| | (3) |
|                                  |                         |     |
|                                  |                         |     |

Substitucí u zpátky do rovnice a použitím součinového pravidla dostaneme
| {\displaystyle {\frac {T'(t)}{\alpha T(t)}}={\frac {X''(x)}{X(x)}}.} | \| \| \| \| \| \| \| \| | (4) |
|                                                                      |                         |     |
|                                                                      |                         |     |

Protože pravá strana závisí pouze na x a levá strana pouze na t, obě strany jsou rovné nějaké konstantní hodnotě − λ. Tedy:
| {\displaystyle T'(t)=-\lambda \alpha T(t),} | \| \| \| \| \| \| \| \| | (5) |
|                                             |                         |     |
|                                             |                         |     |

a
| {\displaystyle X''(x)=-\lambda X(x).} | \| \| \| \| \| \| \| \| | (6) |
|                                       |                         |     |
|                                       |                         |     |

− λ zde je vlastní hodnota pro oba diferenciální operátory a T(t) a
X(x) jsou odpovídající vlastní funkce.
Nyní ukážeme, že řešení pro X(x) pro hodnoty λ ≤ 0 nemůže existovat:
Předpokládejme, že λ < 0. Pak existují reálná čísla B, C taková, že
{\displaystyle X(x)=Be^{{\sqrt {-\lambda }}\,x}+Ce^{-{\sqrt {-\lambda }}\,x}.}
Z 2 dostaneme
| {\displaystyle X(0)=0=X(L),} | \| \| \| \| \| \| \| \| | (7) |
|                              |                         |     |
|                              |                         |     |

a proto B = 0 = C, což implikuje, že u je identicky rovno 0.
Předpokládejme, že λ = 0. Pak existují reálná čísla B, C taková, že
{\displaystyle X(x)=Bx+C.}
Z 7 odvodíme stejným způsobem jako v 1, že u je identicky rovno 0.
Proto musí existovat případ, kdy λ > 0. Pak existují reálná čísla A, B, C taková, že
{\displaystyle T(t)=E^{-\lambda \alpha t},}
a
{\displaystyle X(x)=B\sin({\sqrt {\lambda }}\,x)+C\cos({\sqrt {\lambda }}\,x).}
Z 7 dostaneme C = 0 a, které pro nějaké kladné celé číslo n,
{\displaystyle {\sqrt {\lambda }}=n{\frac {\pi }{L}}.}
Toto je řešení rovnice šíření tepla ve speciálním případě, kdy závislost u má speciální tvar 3.
Obecně suma řešení 1 které vyhovují hraniční podmínce 2 také vyhovuje 1 a 3. Tudíž úplné řešení může být daný jako
{\displaystyle u(x,t)=\sum _{n=1}^{\infty }D_{n}\sin {\frac {n\pi x}{L}}\exp \left(-{\frac {n^{2}\pi ^{2}\alpha t}{L^{2}}}\right),}
kde Dn jsou koeficienty určené počáteční podmínkou.
Je-li dána počáteční podmínka
{\displaystyle u{\big |}_{t=0}=f(x),}
můžeme dostat
{\displaystyle f(x)=\sum _{n=1}^{\infty }D_{n}\sin {\frac {n\pi x}{L}}.}
Toto je sinová řada rozvoje funkce f(x). Znásobením obou stran {\displaystyle \sin {\frac {n\pi x}{L}}} a integrováním na [0,L] dává
{\displaystyle D_{n}={\frac {2}{L}}\int _{0}^{L}f(x)\sin {\frac {n\pi x}{L}}\,\mathrm {d} x.}
Tato metoda vyžaduje, aby vlastní funkce x, zde {\displaystyle \left\{\sin {\frac {n\pi x}{L}}\right\}_{n=1}^{\infty }}, byly ortogonální a úplné. To je obecně zaručeno Sturm-Liouvilleovou teorií.

### Nehomogenní případ
Předpokládejme, že rovnice je nehomogenní
| {\displaystyle {\frac {\partial u}{\partial t}}-\alpha {\frac {\partial ^{2}u}{\partial x^{2}}}=h(x,t)} | \| \| \| \| \| \| \| \| | (8) |
| |                         |     |
| |                         |     |

s okrajovou podmínkou stejnou jako 2.
Rozšíříme h(x,t), u(x,t) a f(x,t) na
| {\displaystyle h(x,t)=\sum _{n=1}^{\infty }h_{n}(t)\sin {\frac {n\pi x}{L}},} | \| \| \| \| \| \| \| \| | (9) |
|                                                                               |                         |     |
|                                                                               |                         |     |

| {\displaystyle u(x,t)=\sum _{n=1}^{\infty }u_{n}(t)\sin {\frac {n\pi x}{L}},} | \| \| \| \| \| \| \| \| | (10) |
|                                                                               |                         |      |
|                                                                               |                         |      |

| {\displaystyle f(x)=\sum _{n=1}^{\infty }b_{n}\sin {\frac {n\pi x}{L}},} | \| \| \| \| \| \| \| \| | (11) |
|                                                                          |                         |      |
|                                                                          |                         |      |

kde hn(t) a bn můžeme vypočítat integrací, zatímco un(t) je třeba určit.
Substitujeme 9 a 10 zpátky na 8 a uvažováním ortogonality funkce sinus dostaneme
{\displaystyle u'_{n}(t)+\alpha {\frac {n^{2}\pi ^{2}}{L^{2}}}u_{n}(t)=h_{n}(t),}
což jsou posloupnosti lineárních diferenciálních rovnic, které lze ihned řešit, například Laplaceovou transformací nebo Integrační faktor. Navíc můžeme dostat
{\displaystyle u_{n}(t)=e^{-\alpha {\frac {n^{2}\pi ^{2}}{L^{2}}}t}\left(b_{n}+\int _{0}^{t}h_{n}(s)e^{\alpha {\frac {n^{2}\pi ^{2}}{L^{2}}}s}\,\mathrm {d} s\right).}
Jestliže je okrajová podmínka nehomogenní, pak expansion 9 a 10 není povolený. Hledáme funkci v, která vyhovuje okrajové podmínce pouze a subtract na z u. Funkce u-v pak vyhovuje homogenní okrajové podmínce a lze ji řešt výše uvedenou metodou.
Separaci proměnných lze provádět i v ortogonální křivočaré souřadnicové soustavě, ale v detailech se liší od postupu v Kartézských souřadnicích. Například podmínka regularity nebo periodicity podmínka může určovat vlastní hodnoty místo okrajových podmínek. Viz např. sférické harmonické funkce.

## Software
Xcas: split((x+1)*(y-2),[x,y]) = [x+1,y-2]

## Matice
Maticový tvar separace proměnných je Kroneckerova suma.
Jako příklad uvažujme 2D diskrétní Laplacián na regulární mřížce:
{\displaystyle L=\mathbf {D_{xx}} \oplus \mathbf {D_{yy}} =\mathbf {D_{xx}} \otimes \mathbf {I} +\mathbf {I} \otimes \mathbf {D_{yy}} ,\,}
kde {\displaystyle \mathbf {D_{xx}} } a {\displaystyle \mathbf {D_{yy}} } jsou 1D diskrétní Laplaciány ve směru x, resp. y a {\displaystyle \mathbf {I} } jsou identity vhodné velikosti. Podrobnější informace jsou v článku Kroneckerova suma diskrétních Laplaciánů.